# Beelzebub

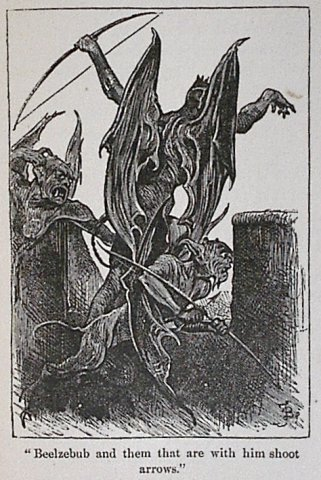
"Beelzebub và chúng cùng hắn bắn tên" từ The Pilgrim's Progress (1678) của John Bunyan

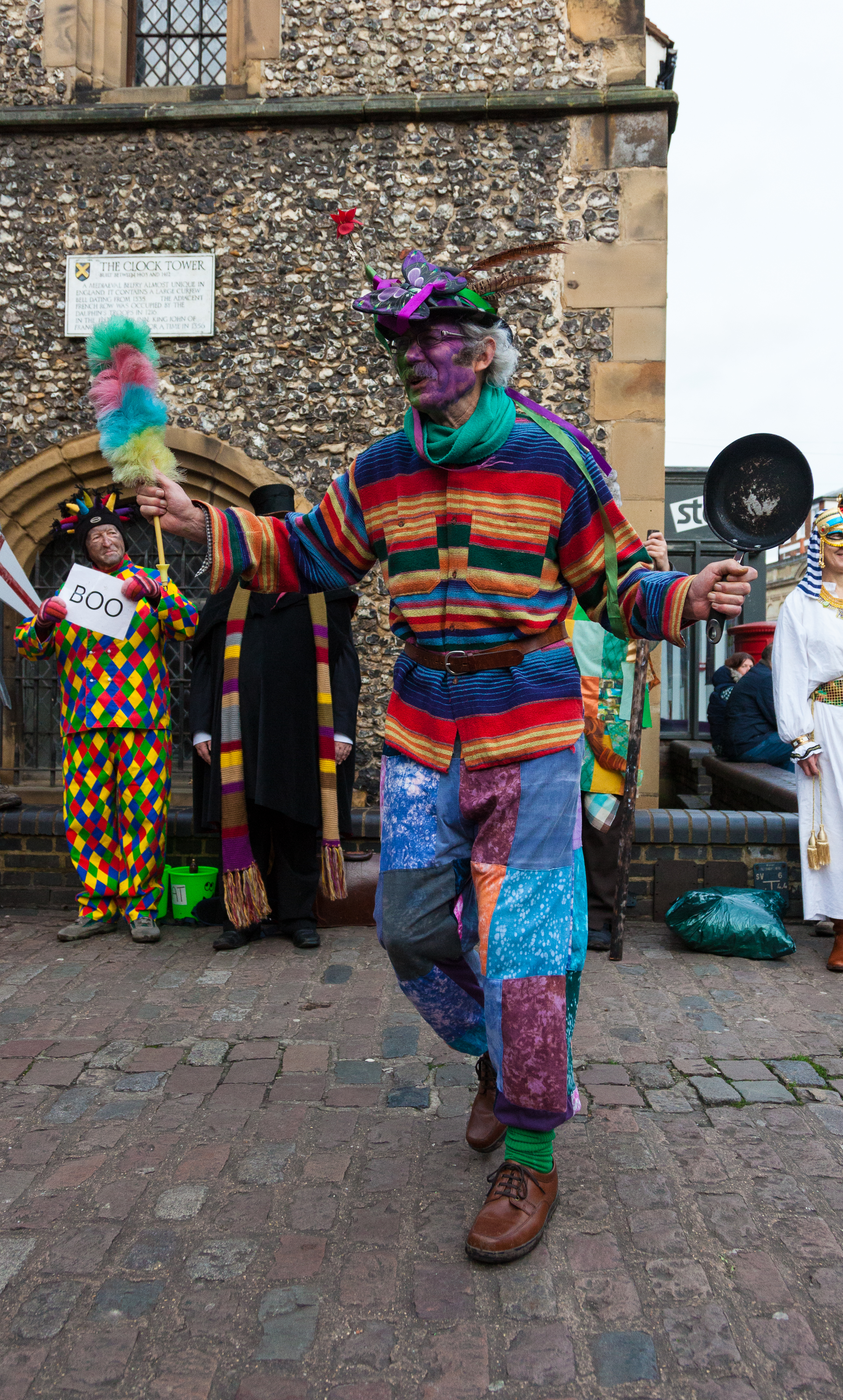
Beelzebub, một nhân vật trong vở kịch câm St George and the Dragon bởi St Albans Mummers, 2015

Beelzebub hay Beelzebul (/biːˈɛlzɪbʌb/ bee-EL-zi-bub hoặc /ˈbiːlzɪbʌb/ BEEL-zi-bub; tiếng Hebrew: בַּעַל זְבוּב Baʿal Zəvûv) là tên gọi bắt nguồn từ một vị thần Philistine, vốn được tôn thờ ở Ekron, và sau đó được đưa vào một số tôn giáo Abraham làm ác quỷ chính. Cái tên Beelzebub liên quan đến vị thần Canaanite Baal.
Trong các văn tự thần học, chủ yếu là Kitô giáo, Beelzebub là tên gọi khác cho Satan. Ông được biết trong quỷ học là một trong bảy hoàng tử của Địa ngục. Quyển Dictionnaire Infernal mô tả Beelzebub có thể bay, còn được gọi là, "Chúa tể những loài bay", hay "Chúa tể những con Ruồi".

## Kinh thánh Hebrew
Nguồn gốc tên gọi Beelzebub là trong quyển Books of Kings (2 Kings 1:2–3, 6, 16), viết Ba'al Zəbûb, chỉ một vị thần tôn thờ bởi người Philistine. Tên gọi Baal, nghĩa là "Chúa tể" trong tiếng Ugaritic, được dùng với một tên gọi cụ thể cho một vị thần. Có nhiều ý kiến khác nhau về ý nghĩa của tên gọi này.
Theo một cách hiểu, Ba'al Zəbûb được dịch sát nghĩa là "chúa tể của loài ruồi". Đã có ý kiến từ lâu cho rằng có mối liên hệ giữa thần Philistine và những giáo phái ruồi—chỉ cái nhìn coi chúng là sâu bọ, ăn chất thải—xuất hiện trong thế giới Hellenic, ví dụ như Zeus Apomyios hay Myiagros.
The Septuagint renders the name as Baalzebub (Βααλζεβούβ) and as Baal muian (Βααλ μυῗαν, "Baal of flies"). However, Symmachus may have reflected a tradition of its offensive ancient name, when he rendered it as Beelzeboul.